# Cat (Unix)
Trong các hệ điều hành Unix và giống Unix, cat là một tiện ích chuẩn dùng để nối và liệt kê các tập tin. cat là viết tắt của từ catenate - liên kết.

## Lịch sử
Bản cat đầu tiên trên Unix 1 được viết bởi Dennis M Ritchie (dmr) and Ken Thompson (ken)

## Cú pháp lệnh
Lệnh cat đi kèm với tùy chọn và một danh sách tập tin và xuất ra stdin theo thứ tự danh sách, nếu không có tập tin nào, cat đọc từ stdin. Cú pháp lệnh cat là:
```
cat [tùy chọn] [các tập tin cách nhau khoảng trắng]
```

Mặc định cat in kết quả ra màn hình stdout, có thể ghi kết quả ra tập tin như sau:
```
cat [tùy chọn] [các tập tin cách nhau khoảng trắng] > [tập tin]
```

Ta cũng có thể dùng ống pipe để truyền kết quả từ cat sang một lệnh khác, ví dụ:
```
cat [tùy chọn] [các tập tin cách nhau khoảng trắng] | less
```

### Tùy chọn
Trên các hệ điều hành khác nhau, tùy chọn cat có thể hơi khác, ở đây ví dụ vài tùy chọn của cat của BSD và GNU:
b (chỉ GNU: --number-nonblank), đánh số các dòng không trống
n (chỉ GNU: --number),đánh số tất cả các dòng
s (chỉ GNU: --squeeze-blank), gộp nhiều dòng trống kề nhau
v (chỉ GNU: --show-nonprinting), hiển thị các ký tự không in nếu có thể (trừ tab và ký tự kết thúc dòng) t BSD, -T trên GNU kèm -v hiển thị tab dạng ^I
e BSD, -E trên GNU kèm -v hiển thị ký tự kết thúc dòng dạng $
A hiển thị tất cả các ký tự, kể cả tab và ký tự kết thúc dòng dạng ^Ithe và $

### Với các kiểu tập tin khác
cat có thể dùng để nối các tập tin nhị phân, nhưng với một số tập có mã quy định ở đầu - cuối tập tin (header, footer sign) tập tin sinh ra sẽ bị lỗi. Một số tập tin âm thanh và phim ảnh có thể kết nối bằng cat, như MPEG hay DV

## Trong các hệ điều hành khác
Lệnh tương tự trong VMS, CP/M, DOS, OS/2, và Microsoft Windows là type.
Trong DOS/Windows, để gộp các tập tin ta có thể dùng cú pháp "copy /b"
```
copy /b file1.txt + file2.txt file3.txt
```

Lệnh này sao chép nội dung file1.txt và file2.txt từng bit một vào file3.txt

### Các trang hướng dẫn
- cat(1) trang hướng dẫn  trong bản Unix đầu tiên.
- cat(1): concatenate and write files – GNU Coreutils reference
- [[[:Bản mẫu:Man/OpenBSD]] cat(Bản mẫu:Man/OpenBSD)]: concatenate and print files – Bản mẫu:Man/OpenBSD
- cat(1) – FreeBSD General Commands Manual
- cat(1): catenate files – Plan 9 from Bell Labs manual

### Khác
- Useless Use Of Cat Award